# Aartsbisdom Bertoua

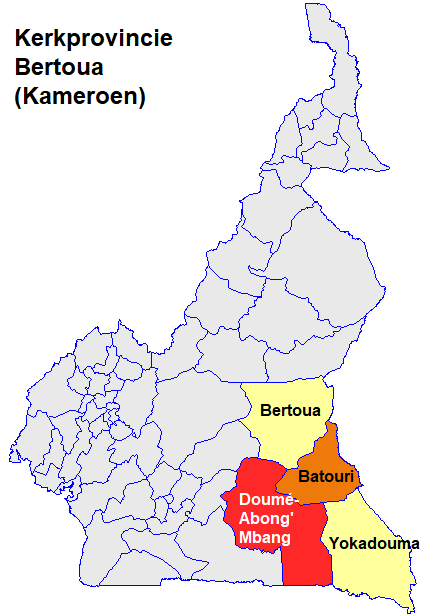
De kerkprovincie Bertoua binnen Kameroen

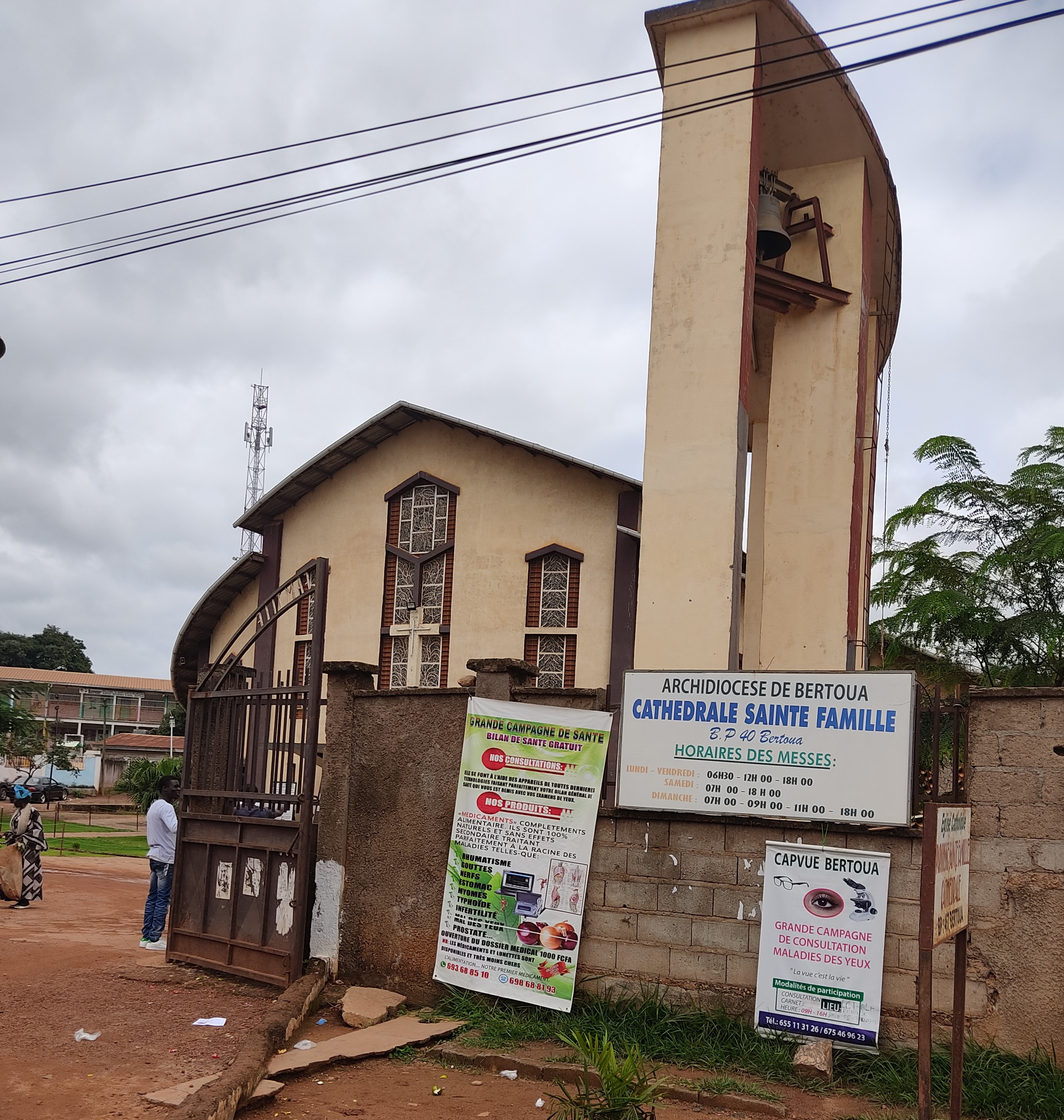
Kathedraal van de Heilige Familie

Het aartsbisdom Bertoua (Latijn: Archidioecesis Bertuana) is een rooms-katholiek bisdom in Kameroen. De aartsbisschop van Bertoua staat als metropoliet aan het hoofd van de kerkprovincie Bertoua, een van de vijf kerkprovincies in Kameroen. Het aartsbisdom heeft een oppervlakte van 26.320 km² en komt overeen met het departement Lom-et-Djerem (regio Est). Het bisdom telt zonder suffragane bisdommen 224.000 katholieken (2018), wat zo'n 60,2% van de totale bevolking van 372.000 is. In 2018 bestond het aartsbisdom uit 48 parochies. Huidig aartsbisschop van Bertoua is Joseph Atanga, S.J.

## Geschiedenis
- 17 maart 1983: Opgericht als bisdom Bertoua uit delen van het bisdom Doumé
- 20 mei 1991: Gebied verloren na oprichting bisdom Yokadouma
- 3 februari 1994: Gebied verloren na oprichting bisdom Batouri
- 11 november 1994: Promotie tot metropolitaan aartsbisdom Bertoua

## Speciale kerken
De metropolitane kathedraal van het aartsbisdom Bertoua is de Cathédrale de la Sainte-Famille in Bertoua.

## Leiderschap
- Bisschop van Bertoua 
  - Lambert van Heygen, C.S.Sp. (17 maart 1983 – 11 november 1994, later aartsbisschop)
- Metropolitaan aartsbisschop van Bertoua 
  - Lambert van Heygen, C.S.Sp. (11 november 1994 – 3 juni 1999)
  - Roger Pirenne, C.I.C.M. (3 juni 1999 – 3 december 2009)
  - Joseph Atanga, S.J. (sinds 3 december 2009)

## Suffragane bisdommen
- Batouri
- Doumé-Abong' Mbang
- Yokadouma